# Philoria loveridgei
Espèce
Statut de conservation UICN

 EN B1ab(iii) : En danger
Philoria loveridgei est une espèce d'amphibiens de la famille des Limnodynastidae.

## Répartition
Cette espèce est endémique de l'Est de l'Australie. Elle se rencontre au-dessus de 500 m d'altitude à la frontière entre le Sud-Est du Queensland et le Nord-Est de la Nouvelle-Galles du Sud,.

## Description
L'holotype de Philoria loveridgei, une femelle, mesure 33 mm. Le paratype mâle mesure quant à lui 25,5 mm. Cette espèce a la face dorsale brune et la face ventrale blanche taché de brun foncé.

## Étymologie
Son nom d'espèce lui a été donné en l'honneur d'Arthur Loveridge, herpétologiste américain d'origine galloise, qui avait classé l'holotype dans une série appartenant à l'espèce Philoria frosti.

## Publication originale
- Parker, 1940 : The Australasian frogs of the family Leptodactylidae. Novitates Zoologicae, vol. 42, no 1, p. 1-107 (texte intégral).